# Condado de Santiago
El condado de Santiago es un título nobiliario español otorgado por la Reina Isabel II el 24 de noviembre de 1862 a favor de José Falguera y Ciudad, Brigadier destinado en Cuba. 
Su nombre se refiere a la ciudad de Santiago de Cuba.

## Condes de Santiago
|                                  | Titular                           | Periodo                          |
| Creación por Isabel II de España | Creación por Isabel II de España  | Creación por Isabel II de España |
| -------------------------------- | --------------------------------- | -------------------------------- |
| I                                | José Falguera y Ciudad            | 1862-?                           |
| II                               | José Falguera Lasa                | ?-1883                           |
| III                              | Isabel Falguera y Moreno          | 1883-1968                        |
| IV                               | Íñigo de Arteaga y Falguera       | 1968-1997                        |
| V                                | Íñigo de Arteaga y Martín         | 1997-2011                        |
| VI                               | Ana Rosa de Arteaga y del Alcázar | 2011-actual titular              |